# Orthosternarchus
Orthosternarchus is een monotypisch geslacht van straalvinnige vissen uit de familie van de staartvinmesalen (Apteronotidae).

## Soort
- Orthosternarchus tamandua (Boulenger, 1898)